# Casa consistorial de Melgar de Fernamental
La casa consistorial de Melgar de Fernamental (Provincia de Burgos, España) está ubicada en la plaza Mayor en un antiguo palacio renacentista-plateresco, construido a principios del siglo XVI, del que no se conoce su autor. 
El edificio presenta en el centro de su fachada una estructura armónica de gran puerta y balcón unidos orgánicamente por un conjunto de dos pilastras platerescas decoradas "a candelieri" que flanquean la puerta, las pilastras del piso superior de igual factura están coronadas por sendos leones tenantes que sostienen dos escudos con la cruz de Calatrava; en este mismo piso y más al exterior por ambos lados aparecen las figuras de dos "salvajes" armados en actitud de defensa, motivo escultórico que llegó a España con el descubrimiento de América y que está muy bien representado en la fachada del colegio de San Gregorio de Valladolid. En el centro hay una orla heráldica en cuyo centro está grabado el símbolo de La Justicia seguido debajo por la inscripción: "Casa Consistorial" La orden de Calatrava tuvo grandes propiedades en la zona además del monasterio de San Félix en Barrio de San Felices situado a unos 15 km de Melgar. 
No se sabe si este edificio fue construido como centro de administración de la orden en esta zona o como ayuntamiento del pueblo en la época de los Reyes Católicos como consecuencia de la promulgación de una ley de los mismos reyes referida a la construcción de edificios consistoriales.